# Megachile aurea
Megachile aurea är en biart som beskrevs av Mitchell 1930. Megachile aurea ingår i släktet tapetserarbin, och familjen buksamlarbin. Inga underarter finns listade i Catalogue of Life.